# Francisco Ponzán Vidal

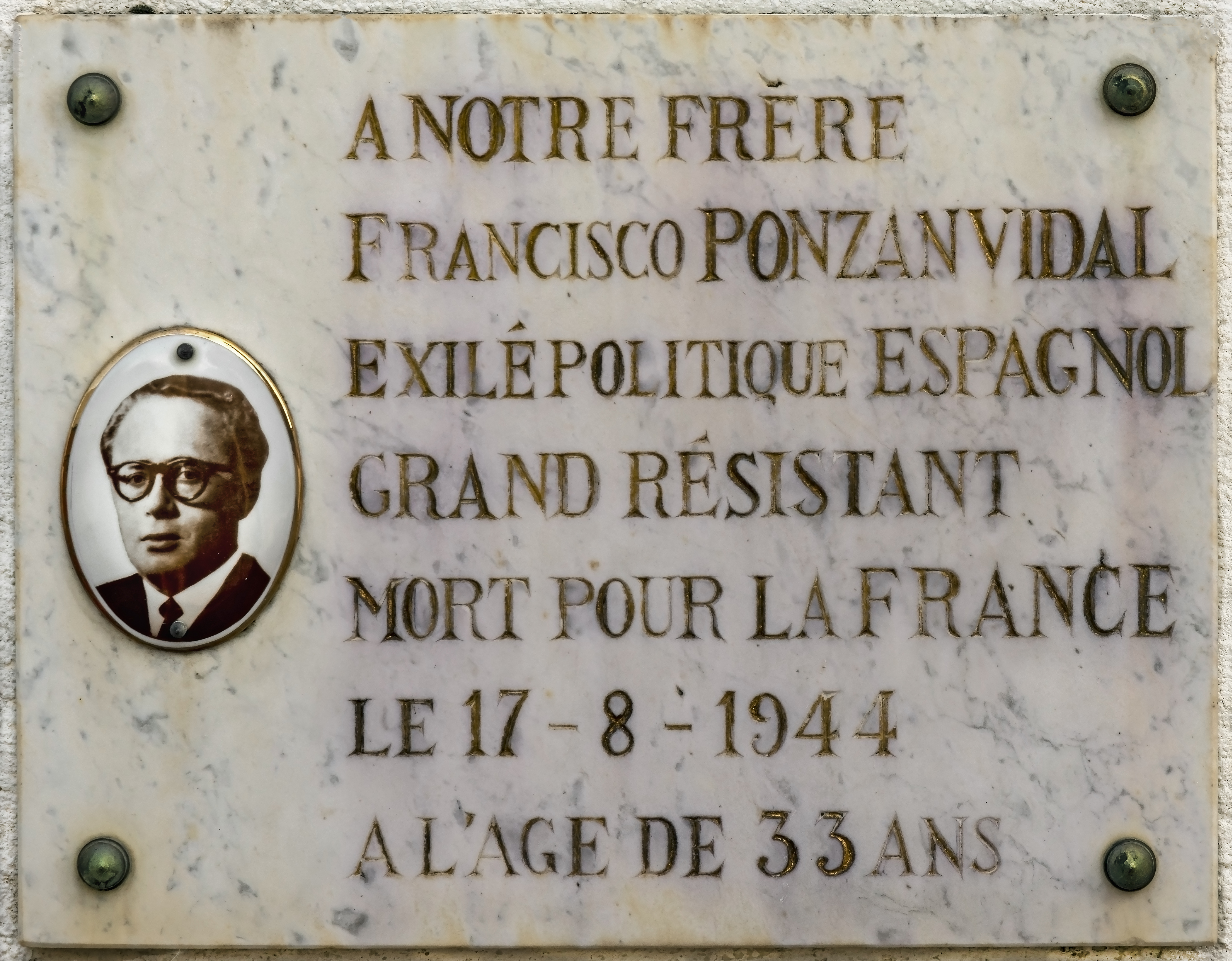
"Al nostre germà Francisco Ponzan. Exiliat polític espanyol. Gran resistent. Mort per França el 17/8/44 a l'edat de 33 anys". Cementiri de Buset de Tarn

Francisco Ponzán Vidal, (Oviedo, 30 de gener de 1911 - Buset de Tarn, Alta Garona, 17 d'agost de 1944) fou un mestre militant de la CNT, membre de la directiva de l'Ateneu Cultural Llibertari d'Osca i home d'acció al servei dels aliats durant la Segona Guerra Mundial.

## Biografia
Va cursar estudis a Osca. Va ser deixeble de Ramón Acín Aquilué. Entre octubre de 1936 i desembre del mateix any, va formar part del Consell Regional de Defensa d'Aragó; sota la presidència de Joaquín Ascaso Budría es va ocupar de Transports i Comunicacions. Quan el Consell Regional de Defensa d'Aragó va ser dissolt pel govern republicà, a l'agost de 1937, va passar a integrar-se en el Servei d'Informació del X Cos de l'Exèrcit, en el SIEP (Servei d'Informació Especial Perifèrica), que va prestar notables serveis de sabotatge i informació després de les línies enemigues.
Després del desenllaç de la Guerra Civil espanyola es va exiliar a França on, després del seu pas i fugida del Camp d'internament de Vernet d'Arièja, es va instal·lar a Tolosa de Llenguadoc. Des d'aquella data, va començar a teixir una organització de guies i passadors (entre els que es comptava amb nombroses dones com la seua germana Pilar Ponzan Vidal, Alfonsina Bueno Ester o Segunda Montero) que treia persones d'Espanya per les muntanyes pirinenques. D'aquesta manera va facilitar la sortida a (i de) França a centenars de persones a canvi d'armes i de diners per la lluitar contra Franco.
En produir-se la invasió alemanya de França, el Grup Ponzán posa el 1941 la seva organització al servei de la xarxa Pat O'Leary, la més àmplia i important xarxa d'evasió, informació i correu al servei de la resistència i els aliats entre 1940 i 1944. La xarxa O'Leary va prendre el nom del pseudònim pel qual es coneixia en els mitjans de la resistència a Albert Guérisse (també conegut com a Pat, Patrick, Rogers i Joseph Cartier), general de divisió i metge de l'exèrcit belga. *Ponzán entaula així relació amb els serveis secrets aliats, anglesos, francesos i belgues (xarxa Sabot), en línia amb el seu pla d'actuació antifranquista, qüestió aquesta que no va ser acceptada pel Consell General del Moviment Llibertari en l'exili, per la qual cosa va ser desautoritzat orgànicament. La labor del Grup Ponzán dins de l'organització Pat O’Leary es va centrar majoritàriament a recollir aviadors aliats que queien en sòl francès, ocultar-los i facilitar-los una residència, procurar-los roba, menjar, assistència mèdica i documentació falsa, perquè després de creuar els Pirineus poguessin tornar a territori aliat via Portugal i Gibraltar.
A l'abril de 1943 va ser detingut a Tolosa de Llenguadoc i entregat a la Gestapo. Encara que a l'hora de classificar-lo es recorre a l'apel·latiu d'"home d'acció", Ponzán no tenia les condicions físiques que normalment se suposen a aquests homes, la miopia que li va valer el sobrenom d'"El Gafotas" és representativa de les seves limitacions físiques. Van ser l'astúcia, la intel·ligència i el rigor intel·lectual els que li van permetre sobreviure i ser eficaç en un món tèrbol d'espies i agents dobles. No anava armat i quan el van detenir no va oposar resistència. Quan Tolosa de Llenguadoc estava pràcticament rendida a l'avanç aliat, concretament dos dies abans que els alemanys abandonessin la ciutat, la Gestapo el va treure de la presó i el va afusellar a Buset de Tarn amb cinquanta persones més, a les quals van calar foc després de disparar-los, no podent-se així complir el seu desig expressat en el seu testament:
| « | …Desitjo que les meves restes siguin traslladades un dia a terra espanyola i enterrats a Osca, al costat del meu mestre, el professor Ramón Acín, i del meu amic Evaristo Viñuales | » |
| — Testament de Francisco Ponzán (27 de desembre de 1943, presó militar de Fourgolle, Tolosa de Llenguadoc) | |   |

El seu fons personal es troba dipositat al CRAI Biblioteca del Pavelló de la República de la Universitat de Barcelona. Consta de correspondència, documents personals i diversos sobre maquis, política, etc.

## Reconeixement internacional
Va ser reconegut i condecorat a títol pòstum pels governs i exèrcits de França, Anglaterra i Estats Units i és forçós reparar que aquest reconeixement mai li va arribar d'Espanya. Dels quaderns de Ponzán recuperats després de la seva mort és possible conèixer la identitat, i de vegades fins i tot la fotografia, de 311 persones evadides pel seu grup, entre les quals es troben militars d'alta graduació i polítics, personalitats científiques, moltes famílies jueves (algunes acabalades) a més d'altres perseguits de tota condició social. La bibliografia referida a l'època situa la xifra d'evadits pel Grup Ponzán entorn de les 3.000 persones.
L'Ajuntament de Tolosa de Llenguadoc, presidit per l'alcalde M. Pierre Cohen, li va dedicar un passeig en el seu honor.